# Принципиальная схема
Принципиа́льная схе́ма, принципиальная электри́ческая схема — графическое изображение (модель), служащее для передачи с помощью условных графических и буквенно-цифровых обозначений (пиктограмм) связей между элементами электрического устройства.
Принципиальная схема, в отличие от разводки печатной платы не показывает взаимного (физического) расположения элементов, а лишь указывает на то, какие выводы реальных элементов (например, микросхем) с какими соединяются. При этом допускается объединение группы линий связи в шины, но необходимо четко указывать номера линий, входящих в шину и выходящих из неё. Использование направленных линий связи, в отличие от структурной и функциональной схем, не допускается. Обычно, при разработке радиоэлектронного устройства, процесс создания принципиальной схемы является промежуточным звеном между стадиями разработки функциональной схемы и проектированием печатной платы.
В ГОСТ 2.701-2008 принципиальная схема определяется как «схема, определяющая полный состав элементов и связей между ними и, как правило, дающая детальное представление о принципах работы изделия».

## Виды принципиальных схем
По ГОСТ 2.701 принципиальным схемам присваивается буква, детализирующая вид схемы и цифра 3 — принципиальная схема, например, Э3 — принципиальная электрическая схема. Детализирующее буквенное обозначение схем приведено в таблице.
| Вид схемы                                  | Определение | Код вида схемы |
| Схема электрическая                        | Документ, содержащий в виде условных изображений или обозначений составные части изделия, действующие при помощи электрической энергии, и их взаимосвязи         | Э              |
| Схема гидравлическая                       | Документ, содержащий в виде условных изображений или обозначений составные части изделия, использующие жидкость, и их взаимосвязи                                | Г              |
| Схема пневматическая                       | Документ, содержащий в виде условных изображений или обозначений составные части изделия, использующие воздух, и их взаимосвязи                                  | П              |
| Схема газовая (кроме пневматической схемы) | Документ, содержащий в виде условных изображений или обозначений составные части изделия, действующие с использованием газа, и их взаимосвязи                    | X              |
| Схема кинематическая                       | Документ, содержащий в виде условных изображений или обозначений механические составные части и их взаимосвязи                                                   | К              |
| Схема вакуумная                            | Документ, содержащий в виде условных изображений или обозначений составные части изделия, действующие при помощи вакуума либо создающие вакуум, и их взаимосвязи | В              |
| Схема оптическая                           | Документ, содержащий в виде условных изображений или обозначений оптические составные части изделия по ходу светового луча                                       | Л              |
| Схема энергетическая                       | Документ, содержащий в виде условных изображений или обозначений составные части энергетических установок и их взаимосвязи                                       | Р              |
| Схема деления                              | Документ, содержащий в виде условных обозначений состав изделия, входимость составных частей, их назначение и взаимосвязи                                        | Е              |
| Схема комбинированная                      | Документ, содержащий элементы и взаимосвязи различных видов схем одного типа                                                                                     | С              |

## Оформление
В эксплуатационной документации устройств ЕС ЭВМ широко практиковалось совмещение «схемы электрической принципиальной» и схемы функциональной, при этом на каждом переходе с листа на лист в обязательном порядке указывался идентификатор электрического сигнала.

## Условные графические обозначения элементов
Электрические элементы на схеме изображают условными графическими обозначениями, начертание и размеры которых установлены в стандартах ЕСКД и/или МЭК или построенных на их основе. При необходимости применяют нестандартизированные условные графические обозначения. Обычно, они поясняются на свободном поле схемы.
Условные графические обозначения элементов и устройств выполняют совмещенным или разнесенным способом. При совмещенном способе составные части элементов или устройств изображают на схеме так, как они расположены в изделии, то есть в непосредственной близости друг к другу. При разнесенном способе условные графические обозначения составных частей элементов располагают в разных местах схемы с учётом порядка прохождения по ним тока (то есть последовательно) так, чтобы отдельные цепи были изображены наиболее наглядно. При изображении элементов разнесенным способом, на свободном поле схемы помещаются условные графические обозначения элементов, выполненные совмещенным способом.

### Линии
В зависимости от сложности схемы линиями изображают:
- электрические взаимосвязи (функциональные, логические и т. п.);
- пути прохождения электрического тока (электрические связи);
- механические взаимосвязи;
- материальные проводники (провода, кабеля, шины);
- экранирующие оболочки;
- корпуса приборов;
- условные границы устройств и функциональных групп.

Электрические связи изображают, как правило, тонкими линиями. Для выделения наиболее важных цепей (например цепей силового питания) иногда используют утолщенные и толстые линии. Условные графические обозначения и линии связи выполняют линиями одной и той же толщины.
Для уменьшения количества линий, изображаемых на схеме, применяют условное графическое слияние отдельных линий в групповые линии, при этом у каждой отдельной линии указывается её уникальное в пределах схемы или документа имя.
Линии, соединяющие графические обозначения на схемах, показывают, как правило, полностью. В случае, если это затрудняет чтение схемы, допускается обрывать линии связи. Обрывы линий заканчивают стрелками с указанием имени линии.

## Позиционные обозначения элементов
Всем изображенным на схеме элементам и устройствам присваиваются условные буквенно-цифровые позиционные обозначения.
Позиционные обозначения проставляют на схеме рядом с условным графическим обозначением элементов и устройств с правой стороны или над ними.
Позиционные обозначения элементам (устройствам) присваивают в пределах изделия. Порядковые номера элементам (устройствам) начиная с единицы, присваивают в пределах группы элементов (устройств) с одинаковым буквенным позиционным обозначением одной группы или одного типа в соответствии с последовательностью их расположения на схеме сверху вниз и в направлении слева направо, например R1, R2, …, C1, C2.
На схеме изделия, в состав которого входят устройства, позиционные обозначения элементам присваивают в пределах каждого устройства, а при наличии нескольких одинаковых устройств — в пределах этих устройств по правилам, изложенным выше.
Если взамен условных графических обозначений входных и выходных элементов изделия помещены таблицы, то каждой таблице присваивают позиционные обозначения замененного элемента.

## Перечень элементов
Данные об элементах и устройствах, изображенных на схеме изделия, записывают в перечень элементов. Связь между условными графическими обозначениями и перечнем элементов осуществляется через позиционные обозначения.
Элементы записывают по группам (видам) в алфавитном порядке буквенных позиционных обозначений, располагая по возрастанию порядковых номеров в пределах каждой группы, а при цифровых обозначениях — в порядке возрастания.
Если позиционные обозначения присваивают элементам в пределах устройств или одинаковых функциональных групп, то элементы, относящиеся к устройствам и функциональным группам, записывают в перечень отдельно.
При наличии на схеме элементов, не входящих в устройства (функциональные группы), заполнение перечня начинают с записи этих элементов. Затем записывают устройства, не имеющие самостоятельных принципиальных схем, а также функциональные группы с входящими в них элементами.